# 旭五所
旭五所（あさひごしょ）は、千葉県市原市の市原地区にある大字。郵便番号は290-0063。

## 概要
千葉県市原市最北部の市原地区にある。もともとは五所の一部であったが区画整理により分離した。

## 地理
北東から南東は八幡、北西と南は五所、西は東五所と接する。

## 歴史

### 沿革
- 1980年（昭和55年）3月18日 - 五所第二土地区画整理事業換地処分に伴って大字「旭五所」設置[8]。

## 世帯数と人口
2022年（令和4年）4月1日現在の世帯数と人口は以下の通りである。
| 町丁字 | 世帯数  | 人口  |
| ------ | ------- | ----- |
| 旭五所 | 470世帯 | 917人 |

## 通学区域
市立小学校・市立中学校及び県立高等学校の通学区域は以下の通りである。
| 町丁字 | 区域 | 小学校             | 中学校             | 県立高校 |
| ------ | ---- | ------------------ | ------------------ | -------- |
| 旭五所 | 全域 | 市原市立五所小学校 | 市原市立八幡中学校 | 第9学区  |

## 施設
- 下田公園

## 交通
最寄りは八幡宿駅。